# Fujian (Schiff)

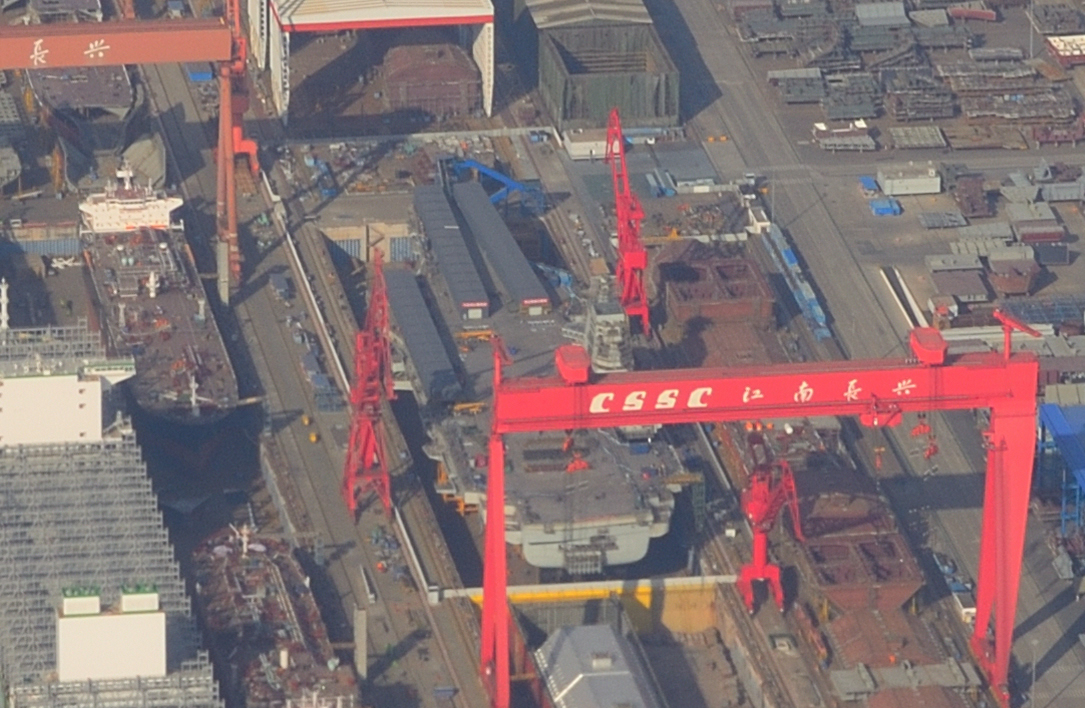
Fujian 2022 beim Bau

Die Fujian (chinesisch 福建号航空母舰, Pinyin Fújiàn Hào Hángkōngmǔjiàn) ist ein in Ausrüstung befindlicher Flugzeugträger der Marine der Volksrepublik China (PLAN) und einzige Einheit des Typs 003. Das 2022 vom Stapel gelaufene Schiff ist nach der Provinz Fujian benannt.

## Allgemeines
Es handelt sich um einen konventionell angetriebenen Flugzeugträger mit flachem Deck vom Typ CATOBAR. Auf dem Deck befinden sich drei elektromagnetische Katapulte – auch als EMALS bekannt. Diese Flugkatapulte werden China erstmals befähigen, trägergestützte Propellermaschinen einzusetzen, was vor allem bei der Luftraumkoordinierung und -überwachung einen enormen Fortschritt bedeutet. Die Überwachung und Koordinierung des Luftraums soll künftig von der KJ-600 – Äquivalent zur E-2 Hawkeye – gewährleistet werden, statt wie bisher von Hubschraubern, wie dem Ka-31 oder Z-18. Als Bindeglied zwischen Flugdeck und Hangar – zum Transport von Fluggerät sowie Munition – sind an Steuerbord – jeweils einer vor und hinter der Insel – zwei Flugdeckaufzüge vorhanden. Die Breite des Flugdecks beträgt 75 m, die Tonnage wird auf etwa 80.000 bis 85.000 Tonnen, nach anderen Quellen auf bis zu 100.000 Tonnen, geschätzt. Die technischen Daten wurden aus Luftbildern entnommen, von staatlicher Seite gibt es üblicherweise keine Informationen dazu.
Das Verteidigungsministerium der Vereinigten Staaten rechnete 2020 damit, dass der Träger 2023 in Dienst gestellt werden würde, im November 2021 dann mit einer Indienststellung 2024. Das Schiff lief am 1. Mai 2024 zur ersten Erprobungsfahrt aus. Bis Ende Mai 2025 wurden acht Seeerprobungen absolviert, dabei sollen auch Shenyang J-35 eingesetzt worden sein. Reifenabriebspuren zeugen zwar vom Einsatz durch Flugzeuge, ob dafür Katapulte und Fangseile verwendet wurden, oder ob sie lediglich von Touch-and-Go-Manövern stammen, wurde von China nicht kommentiert. Am dritten Jahrestag des Stapellaufs gab die chinesische Regierung bekannt, dass es noch 2025 in das Zeitalter der 3 Flugzeugträger eintritt.

## Rezeption
Das Schiff ist nach der Shandong der zweite große Flugzeugträger, der vollständig in der Volksrepublik China gebaut wurde. Aus Sicht von Militärexperten ist der Umstand erstaunlich, dass die erstmals von China verwendeten Flugzeugkatapulte schon einen elektromagnetischen Antrieb haben. Somit seien gleich zwei Generationen von Katapulttechnologien, hydraulischer und dampfgetriebener Antrieb, übersprungen worden. Mit geschätzten 80.000 bis 100.000 Tonnen Wasserverdrängung reiht sich dieser Träger von der Größe her zwischen der ehemaligen Kitty-Hawk-Klasse und den aktuellen Supercarriern der Nimitz- und Gerald-R.-Ford-Klasse der US Navy ein. Es ist der größte außerhalb der USA gebaute Flugzeugträger und das größte Kriegsschiff außerhalb der US-Marine.

## Sonstiges
Chinesische Amateur-Militär-Enthusiasten hatten die Fujian öfter von außerhalb der Jiangnan-Werft fotografiert, da die Werft von Maschinen beim Landeanflug auf den Shanghai Pudong International Airport links zu sehen ist, und die Fotos veröffentlicht. Auch Katapult-Tests wurden aus einem landenden Verkehrsflugzeug aufgenommen und auf Sina Weibo veröffentlicht. Ende 2023 veröffentlichte das Ministerium für Staatssicherheit auf WeChat eine Warnung, dass solche Veröffentlichungen die nationale militärische Sicherheit ernsthaft gefährden würden, da sie illegal Informationen über die Landesverteidigung verbreiteten. Im April 2023 meldete der staatliche Sender China Central Television, dass ein „ziemlich populärer Militärenthusiast“ im November 2021 zu einem Jahr Gefängnis verurteilt worden war. Er hatte die Fujian mit einer Drohne fotografiert und diese Fotos veröffentlicht.